# Brigitte Sleeking
Brigitte Sleeking (Dordrecht, 19 maart 1998) is een Nederlandse waterpolospeler die sinds 2024 uitkomt voor GZC Donk. Eerder speelde ze voor MNC Dordrecht, ZVL in Leiden, CN Sant Andreu in Barcelona, Widex GZC Donk in Gouda en bij de Griekse topclubs Olympiacos Piraeus (2021-2022) en Vouliagmeni (2023-2024). 
Met ZVL won Sleeking de KNZB beker in 2015.
Sleeking maakte in februari 2018 haar debuut voor het Nederlandse seniorenteam.  In juli 2018 volgde haar debuut in een groot internationaal toernooi toen ze werd geselecteerd voor het Europees kampioenschap in Barcelona.
Met het Nederlandse team werd ze wereldkampioen in 2023 en Europees kampioen in 2018 en 2024. Ook won ze de bronzen medaille op de Olympische Spelen van 2024.
Op 8 april 2025 maakte Sleeking bekend te stoppen met haar waterpolocarriere op top-niveau. Ze maakt nog wel het seizoen af bij GZC Donk, maar zal niet meer uitkomen voor het nationale team.

## Erelijst

### Club
- 2015: KNZB beker met ZVL
- 2021: LEN Supercup met Olympiacos Piraeus[10]
- 2022: LEN Euro League met Olympiacos Piraeus[11]

### Nationale team
- 2018:  World League Kunshan (China)[12]
- 2018:  Europees kampioenschap Barcelona (Spanje)
- 2022:  Wereldkampioenschap Boedapest (Hongarije)
- 2023:  Wereldbeker Long Beach (Verenigde Staten)
- 2023:  Wereldkampioenschap Fukuoka (Japan)
- 2024:  Europees kampioenschap Eindhoven (Nederland)
- 2024:  Olympische Spelen